# Danielle Ciardi
Danielle Ciardi (Denville, 1976) è un'attrice statunitense.

## Biografia
Ha frequentato la Morris Knolls High School, nel New Jersey, diplomandosi nel 1994. Ha lavorato, tra gli altri, sotto la regia di Phil Leirness.
Nel 2002 interpreta il ruolo di O nel film erotico Histoire d'O 3 (The Story of O: Untold Pleasures), diretto da Phil Leirness. Il film, seppure si proponga nel titolo come sequel, è in realtà l'ennesima trasposizione del romanzo Histoire d'O del 1954 scritto da Pauline Réage e già trasposto in film numerose volte, in particolare nel 1975, nella pellicola Histoire d'O diretta da Just Jaeckin e dove il personaggio di O viene interpretato da Corinne Cléry.

## Filmografia

### Cinema
- The Independent, regia di Stephen Kessler (2000)
- I gattoni (Tomcats), regia di Gregory Poirier (2001)
- Histoire d'O 3 (The Story of O: Untold Pleasures), regia di Phil Leirness (2002)
- Creature of the Mist, regia di Karl Roulston (2002)
- Wake-Up Callz, regia di Scott Kunkle (2008)

### Televisione
- Arli$$ - serie TV, episodio 3x02 (1998)
- Powerplay, regia di Chris Baugh – film TV (1999)